# Terraço Itália

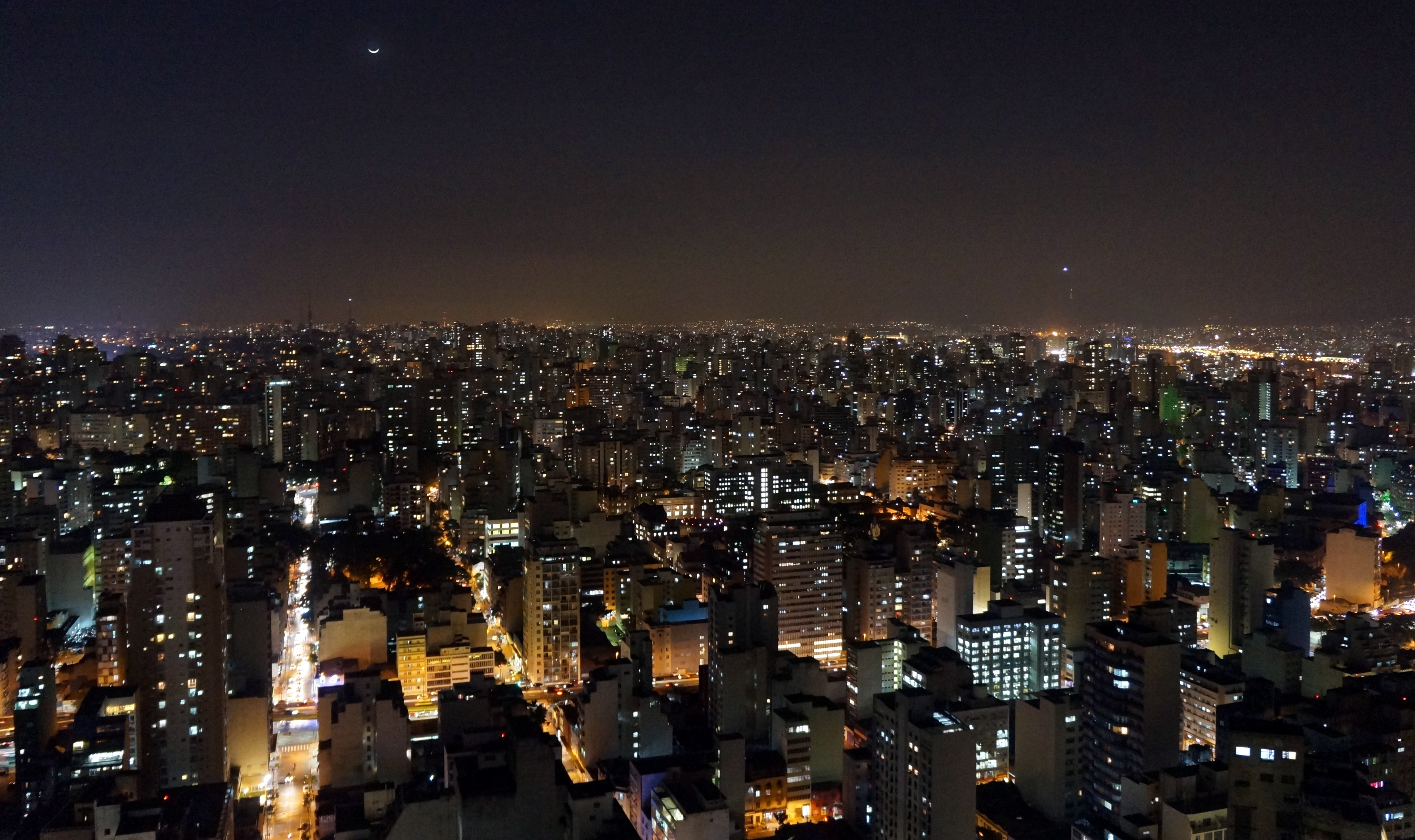
Vista de São Paulo a partir do Terraço Itália

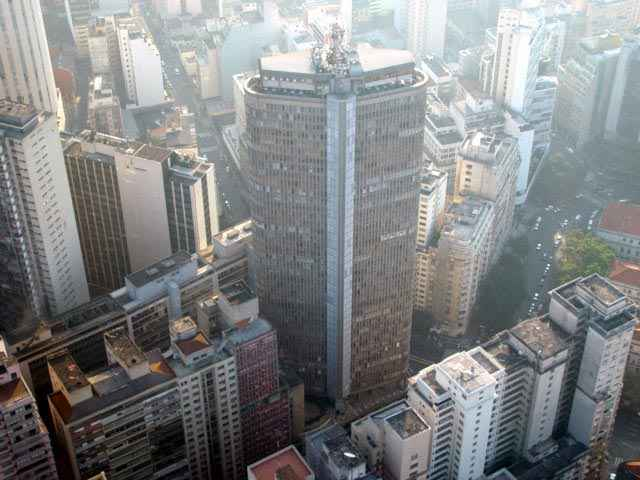
O edifício Itália, em cuja cobertura funciona o restaurante Terraço Itália

O Terraço Itália é um restaurante especializado na culinária italiana que funciona no 41.° andar e cobertura do Edifício Itália, o segundo maior edifício da cidade de São Paulo e décimo terceiro maior do Brasil. A sua fama está no amplo panorama da capital paulista em todas as direções que a sua posição elevada proporciona, tornando-o um dos maiores pontos turísticos paulistanos.
Situa-se no 41.° andar do edifício Itália, no n.° 344 da avenida Ipiranga.

## História
O responsável pela obra foi o italiano Evaristo Comolatti, que decidiu ir para São Paulo em 1948 fugindo da situação em que a Itália se encontrava no pós-guerra. A cidade, então já muito populosa, transmitia a possibilidade da construção de um futuro promissor. Ao longo dos anos, Evaristo fundou empresas que formaram o Grupo Comolatti.
Anos depois, com uma vida já muito bem sucedida na cidade, Evaristo visitou as obras do Edifício Itália e ficou impressionado com sua grandiosidade e com a visão única da capital no topo do edifício em todas as direções. Segundo dizem, o italiano sentiu-se no dever de presentear a cidade que tanto lhe ofereceu e para isso resolveu construir um luxuoso restaurante na cobertura do edifício.
As obras iniciaram-se rapidamente e o restaurante, que adotou o nome de Terraço Itália, começou a funcionar em 29 de setembro de 1967. Com o passar dos anos, tornou-se um dos mais conhecidos pontos turísticos de São Paulo e visitado por grandes personalidades, tais quais a Rainha Elizabeth II e o Príncipe Phillip, em 1968.
Atualmente o estabelecimento é controlado por Sérgio Comolatti e já passou por reformas para adaptar-se ao exigente povo paulistano. A nova decoração foi feita pelo decorador Jorge Elias.
Em outubro de 2015 o restaurante sofreu danos e perda de mobília após um incêndio ocorrido no seu salão nobre. Não houve feridos no incidente, mas o restaurante ficou interditado por alguns dias.. Em Novembro de 2016, uma dupla de paraquedistas driblou a segurança do Terraço Itália e saltou de paraquedas do alto do edifício. 